# Lepturges abditus
Lepturges abditus là một loài bọ cánh cứng trong họ Cerambycidae.